# Université de Walla Walla

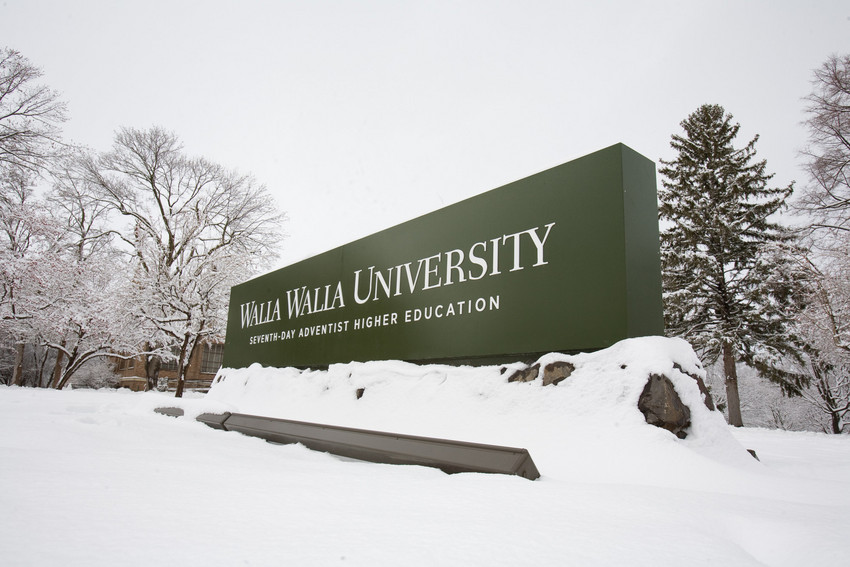
Université de Walla Walla

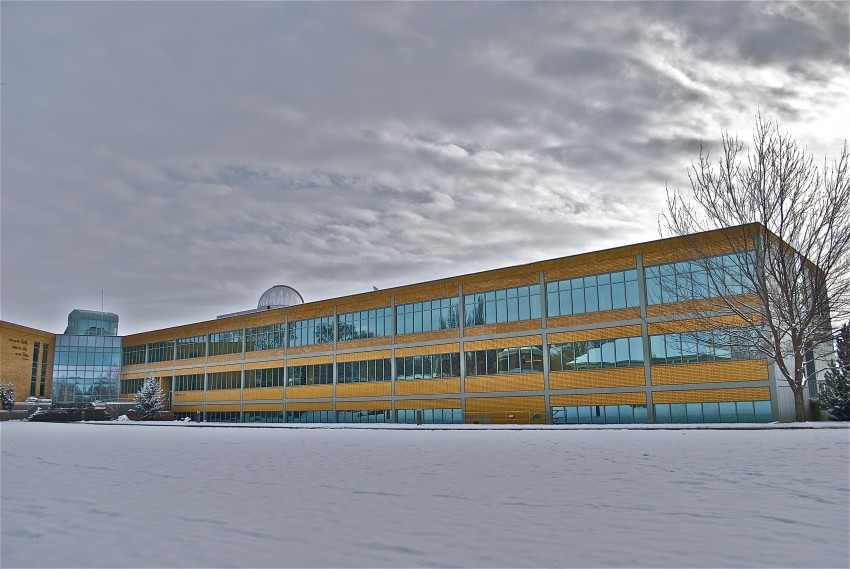
Le département d'ingénierie

L’université de Walla Walla (en anglais : Walla Walla University) est un centre universitaire adventiste, situé dans le village de College Place au sud de l'État de Washington. C'est l'un des dix établissements d'enseignement supérieur privés de l'État de Washington et l'un des quatorze colleges  et universités de l'Église adventiste du septième jour aux États-Unis.
L'université de Walla Walla possède une station de biologie marine sur l'île Fidalgo dans le Comté de Skagit, une école d'infirmière à Portland dans l'Oregon et deux centres de formation à Missoula et à Billings au Montana pour l'obtention d'un master en assistance sociale.

## Campus

### Histoire
En 1886, George Colcord fonda Milton Academy dans le nord-est de l'Oregon. En 1892, cet établissement fut relocalisé plus loin, dans le comté de Walla Walla de l'État de Washington, de l'autre côté de la frontière de l'Oregon, et devint en décembre 1892 Walla Walla College,. En septembre 2007, cet établissement qui offre des formations professionnelles, techniques et en arts libéraux, devint une université.

### Organisation
L'université de Walla Walla se trouve au cœur du village de College Place, dans l'historique vallée fertile et viticole de Walla Walla Valley. Elle est à six kilomètres de Walla Walla. Bien que située en dehors de cette ville, l'université est souvent confondue avec Walla Walla Community College et Whitman College, qui se trouvent effectivement à Walla Walla.
Près du campus, l'ancienne piste de l'Oregon conduit directement à l'emplacement où passèrent les premières caravanes des pionniers, dirigées de 1836 à 1847 par le missionnaire Marcus Whitman, avant qu'il soit tué lors du célèbre massacre de 1847. Du campus, on voit à l'Est les cimes des Blue Mountains. Le fleuve Snake vers le nord et le fleuve Columbia à l'ouest de l'université ne sont pas très éloignés.
L'université est affiliée au Centre médical adventiste de Portland en Oregon, et utilise ses infrastructures pour la formation des infirmiers. Elle possède une station de biologie marine sur la plage et dans la forêt de Rosario Beach près d'Anacortes dans le comté de Skagit au nord de l'État de Washington. Cette station comprend cinq bâtiments de laboratoires. Par ailleurs, l'université offre une formation de pilotage d'avion.
Walla Walla adhère aux principes d'une " éducation totale " (académique, physique, sociale et spirituelle). L'université décerne des baccalaureate degrees (des licences) dans l'art, la bio-ingénierie, les sciences biologiques, commerce, chimie, communication et langues étrangères, éducation et psychologie, ingénierie, informatique, anglais, gestion et conservation des ressources naturelles, santé et éducation physique, histoire et philosophie, humanités, mathématiques, musique, infirmerie, physique, pré-professionnel en médecine, assistance sociale, sociologie, technologie, théologie.
Walla Walla décerne des masters en biologie, éducation, psychologie clinique et en assistance sociale.